# Selenophorus parilis
Selenophorus parilis är en skalbaggsart som beskrevs av Thomas Casey. Selenophorus parilis ingår i släktet Selenophorus och familjen jordlöpare. Inga underarter finns listade i Catalogue of Life.